# Bóg Imperator Diuny
Bóg Imperator Diuny (ang. God Emperor of Dune) – czwarta powieść Franka Herberta dotycząca uniwersum Diuny. Po raz pierwszy wydana w 1981 roku.

## Fabuła
Przez ponad 3500 lat Imperium jest rządzone przez Leto II. Metamorfoza rozpoczęta na początku Złotego Szlaku osiągnęła zaawansowane stadium: Leto przemienił się do postaci pseudoczerwia. Jego ciało osiągnęło długość 10 metrów i około dwa metry średnicy. Na przodzie pozostał jedyny fragment ludzkiego ciała w postaci twarzy oraz ręce pokryte skórą z piaskopływaków, a na końcu dwie płetwopodobne pozostałości nóg. Ekologiczna Transformacja Diuny (nazywanej teraz Rakis) została zakończona, planetę pokrywają lasy, rzeki i morza, ostatnią pustynią jest Serir, na której znajduje się pałac Leto II. Czerwie wyginęły, a władza i pokój w Imperium utrzymywane jest dzięki olbrzymim zapasom przyprawy.
Ixanie przysyłają do imperatora nową ambasador – Hwi Nori. Władca zakochuje się w kobiecie, która przypomina mu dobrą zakonnicę z dawnych czasów. Postanawiają wziąć ślub na pustyni zgodnie z tradycją fremeńską. Podczas przekraczania przez nich rzeki most zostaje wysadzony w powietrze przez Sionę – zbuntowaną córkę marszałka dworu Leto, której pomaga ghola Duncana Idaho. Leto i Hwi Nori giną, a z pokrywającej władcę skóry czerwia powstają piaskopływaki – zaczątek nowej generacji czerwi.